# Lycodon kundui
Lycodon kundui är en ormart som beskrevs av Smith 1943. Lycodon kundui ingår i släktet Lycodon och familjen snokar. Inga underarter finns listade i Catalogue of Life.
Arten är känd från ett exemplar som hittades i Yangonregionen i Myanmar. Lycodon kundui hittades i en kullig region med lövfällande skog på topparna och städsegrön skog i dalgångarna. Honor lägger troligtvis ägg.
Det är inget känt om populationens storlek och möjliga hot. IUCN kategoriserar arten globalt som otillräckligt studerad.